# NGC 5592
NGC 5592 est une galaxie spirale barrée située dans la constellation de l'Hydre. Sa vitesse par rapport au fond diffus cosmologique est de 4 580 ± 17 km/s, ce qui correspond à une distance de Hubble de 67,6 ± 4,7 Mpc (∼220 millions d'al). NGC 5592 a été découverte par l'astronome germano-britannique William Herschel en 1793.
La classe de luminosité de NGC 5591 est II-III et elle présente une large raie HI. Elle renferme également des régions d'hydrogène ionisé.
À ce jour, 13 mesures non basées sur le décalage vers le rouge (redshift) donnent une distance de 56,292 ± 6,611 Mpc (∼184 millions d'al), ce qui est tout juste à l'intérieur des valeurs de la distance de Hubble. Notons cependant que c'est avec la valeur moyenne des mesures indépendantes, lorsqu'elles existent, que la base de données NASA/IPAC calcule le diamètre d'une galaxie et qu'en conséquence le diamètre de NGC 5592 pourrait être d'environ 38,9 kpc (∼127 000 al) si on utilisait la distance de Hubble pour le calculer.